# Fleurs de ruine
Fleurs de ruine est un roman de Patrick Modiano paru le 4 avril 1991 aux éditions du Seuil.

## Résumé
L'auteur, qui est aussi le narrateur et qui affirme qu'il « commenc[e] [s]on premier livre », s'intéresse au double suicide d'un jeune couple survenu dans les années 1930, au cours d'étranges circonstances. Il a vingt ans, on est dans les années 1960, et, en compagnie de son amie Jacqueline, il fait la connaissance à la Cité universitaire d'un certain Pacheco, alias Philippe de Bellune. Lombard — semble-t-il — de son vrai nom, ce dernier a connu le couple de suicidés et cette sombre histoire où il est question d'un dancing et d'un mystérieux ascenseur rouge dans une maison de l’Île-aux-Loups, en bord de Marne, au Perreux. L'affaire remonte à la surface et croise l'histoire personnelle du narrateur : Pacheco aurait fait partie, pendant la guerre, de la bande de la rue Lauriston, dont un membre avait fait libérer le père du narrateur, en 1943, d'une annexe du camp de Drancy. Après guerre, dans les années 1950, Pacheco/Bellune avait disparu, ce qui n'avait pas empêché qu'il soit condamné pour « intelligence avec l'ennemi ». Vers la fin des années 1980, le narrateur se souvient de sa jeunesse, de sa fugue du pensionnat, de sa rencontre avec « la Danoise », de Jacqueline avec qui il était parti à Vienne et dont il a perdu la trace, et des relations avec son père, lui aussi disparu.

## Personnages
- Gisèle et Urbain T : jeune couple de suicidés,
- Jacqueline : petite amie du narrateur, rencontrée dans une auberge du XVIe arrondissement
- Claude Bernard : brocanteur, libraire, propriétaire d'une maison à l’Île-aux-Loups
- Albert Modiano : père réel de l'auteur
- la Danoise : elle prend en charge tendrement le narrateur après sa fugue du pensionnat en l'appelant Mon Petit Vieux
- Pacheco, alias Philippe de Bellune, alias Charles Lombard
- Simone Cordier : ancienne secrétaire d'Albert Modiano.

## Édition
- Fleurs de ruine, éditions du Seuil, 1991  (ISBN 2-0201-2450-5)